# Алтайский государственный педагогический университет
Алта́йский госуда́рственный педагоги́ческий университет (АлтГПУ) — высшее учебное заведение в г. Барнаул.
С 14 октября 2011 входит в барнаульский образовательный кластер, участниками которого являются также гимназия №22, лицей №122, детский сад № 30, детский сад № 239, ДЮСШ «Хоккей» им. А. Черепанова, Центр детского творчества Центрального района, Детская музыкальная школа №1 им. А. К.Глазунова, городская детская поликлиника № 3, Алтайский краевой педагогический лицей-интернат, БЮИ МВД РФ.

## История
В начале XX века к числу интенсивно развивающих начальное образование территорий относилась Томская губерния, в которой к 1911 году было всего 624 начальные школы, а открытие новых учебных заведений тормозилось недостатком учительских кадров.
Решение об открытии в Барнауле учительской семинарии с начальным училищем было принято 20 мая 1915 года на основании утверждения государственной росписи доходов и расходов на 1915 года.
В «Плане составления сети учительских институтов» также значились Новониколаевск и Барнаул Томской губернии, а в пределах «обширной» Тобольской губернии. Идею ходатайствовать перед правительством об открытии третьего учительского института в Барнауле выдвинул попечитель Западно-Сибирского учебного округа Л. И. Лаврентьев.
Барнаульский учительский институт был учреждён 1 сентября 1933 года, в 1941 году переименован в педагогический институт.
Первый выпуск Барнаульского учительского института состоялся в 1935 году. Его окончили 17 историков, 22 словесника, 30 физиков-математиков.
Начало 1936 года было отмечено выпуском 45 учителей химии и биологии. К 1947 году 720 учителей стали выпускниками дневного
отделения института, заочное отделение подготовило 409 чел. К этим цифрам следует добавить и 39 учителей, получивших высшее образование в вечернем пединституте, о судьбе которого уже шла речь.
В 1937-39 годах многие сотрудники института были репрессированы, в том числе — директор Юферов, Андрей Петрович, заместитель директора Козырь, Федосей Сидорович и т. д. Несколько преподавателей, боясь ареста, бежали из Барнаула — литератор Парилов, преподаватель военного дела Курзе (Курзо). Под списком расстрелянных, в котором указаны фамилии Козыря и Курзо стоит подпись Шапиро И. И.. Расстрелянные похоронены на территории Барнаула. В 1937 году органы НКВД арестовали завхоза института, бывшего лётчика Кошкина. Через некоторое время выяснялось, что обвинения оказались лживыми. Из воспоминаний человека, прошедшего репрессии: 

Один из методов воздействия — это «конвейерные допросы», когда спрашивают сутки, двое, трое подряд, без перерыва, лишь следователи меняются. Причём, не сидишь, а стоишь. Ставят лицом к стенке, надумаешь говорить или подписать — скажешь. Как вы думаете, сколько человек может так простоять ? Я стоял трое суток. Ноги опухают, сосуды начинают лопаться, чувствуешь, как помаленьку, тоненькими ручейками стекает кровь. Но я хитрил : у меня были широкие брюки, поэтому я имел возможность переминаться незаметно с ноги на ногу. Первый раз стоял до трёх суток. Ни пищи, ни воды, ничего….
В 1983 году вуз был награждён орденом Трудового Красного Знамени.
15 декабря 1993 года Барнаульский государственный педагогический институт получил статус университета. Однако в 2008 году Барнаульский государственный педагогический университет (БГПУ) после прохождения аккредитации стал академией.
Приказом Минобрнауки № 1550 от 8 декабря 2014 года федеральное государственное бюджетное образовательное учреждение высшего профессионального образования «Алтайская государственная педагогическая академия» переименовано в федеральное государственное бюджетное образовательное учреждение высшего образования «Алтайский государственный педагогический университет».

## Институты и факультеты
- Институт дополнительного образования (до 2009 года — факультет повышения квалификации и профессиональной переподготовки работников образования)
- Институт психологии и педагогики (до 2009 года — педагогический факультет и факультет начальных классов)
- Институт физико-математического образования (до 2010 года — физический факультет и факультет математики и информатики)
- Институт физической культуры и спорта (до 2014 года — факультет физической культуры)
- Лингвистический институт (до 2002 года — факультет иностранных языков)
- Институт истории, социальных коммуникаций и права (до 2020 года — исторический факультет)
- Факультет довузовского образования
- Институт филологии и межкультурной коммуникации (до 2021 года — филологический факультет)
- Центр культурно-массовой работы (до 2009 года — факультет дополнительных педагогических профессий)[5]

## Филиал
- Бийский филиал имени В. М. Шукшина (до 2024 года — Алтайский государственный гуманитарно-педагогический университет имени В. М. Шукшина[6])

## Рейтинги
Вуз занимает 17-е место в Локальном рейтинге вузов Сибирского федерального округа (2024 г.) по версии рейтингового агентства "РАЭКС Аналитика".